# Direktna Banka
Direktna Banka est une banque serbe qui a son siège social à Kragujevac.

## Histoire
En 1871 est créée la Banque régionale d'épargne de Kragujevac, qui, en 1955, exerce ses activités sous le nom de Komunalna banka et, à partir de 1966, sous le nom de Kreditna banka Kragujevac. Son réseau s'étend alors sur toute la région de la Šumadija (Choumadie). Au milieu des années 1970, la banque rejoint le groupe Jugobanka et, à partir de 1991, sous le nom de Jugobanka Jubanka a.d. Kragujevac, elle fonctionne comme une banque indépendante au sein du groupe. En 2000, Šumadija banka a.d. la rejoint, élargissant ainsi le réseau de Jugobanka Jubanka. En 2001, le nouvel ensemble prend le nom de Credy banka a.d. Kraguejevac. En décembre 2004, la Banque régionale de Serbie fusionne avec Credy banka. En 2010, la banque devient membre du Nova KBM Group de Maribor.
KMB banka, sous le nom de Credy banka Kragujevac, a été admise au libre marché de la Bourse de Belgrade le 20 octobre 2006.

## Activités
KBM banka Kragujevac propose des services bancaires aux entreprises et aux particuliers. Aux entreprises, elle offre des comptes de dépôt, des opérations de crédit et de paiement. Elle propose aux particuliers des comptes de dépôt, un service de change, des crédits à la consommation et des produits d'épargne ; elle offre également un service de banque électronique, des cartes de crédit et des transferts d'argent Western Union. Elle propose aussi des opérations de courtage.

## Données boursières
Le 12 juin 2014, l'action de KBM banka Kragujevac valait 4 400 RSD (38,11 EUR). Elle a connu son cours le plus élevé, soit 40 001 RSD (346,58 EUR), le 17 avril 2007 et son cours le plus bas, soit 1 111 RSD (9,62 EUR), le 29 avril 2009.
Le capital de KBM banka Kragujevac est détenu à hauteur de 97,11 % par des entités juridiques, dont 82,52 % par la Nova kreditna banka Maribor, une banque slovène,.